# Korps Raus
Het Korps Raus (Duits: Generalkommando Raus) was een Duits legerkorps van de Wehrmacht tijdens de Tweede Wereldoorlog, genoemd naar zijn commandant, General der Panzertruppe Erhard Raus. Het korps vocht aan het zuidelijke Oostfront in de eerste helft van 1943. 

## Krijgsgeschiedenis

### Oprichting en inzet
Het Korps Raus werd op 10 februari 1943 opgericht door omdopen van Korps z.b.V. Cramer.
Het korps was intussen tot Poltava teruggedrongen door de Sovjets. Maar vanaf daar werkte het korps in de Derde Slag om Charkov samen met het SS-Pantserkorps aan de herovering van Charkov. Tijdens de Slag om Koersk dekte het korps de rechterflank ten zuiden van Belgorod. Tijdens dit offensief beschikte het korps over de 106e en 320e Infanteriedivisies.
Het Korps Raus werd op 20 juli 1943 ten oosten van Belgorod omgedoopt in 11e Legerkorps.

## Bovenliggende bevelslagen
| Leger                 | Legergroep       | Plaats/regio      | Begin            | Eind             |
| --------------------- | ---------------- | ----------------- | ---------------- | ---------------- |
| Armee-Abteilung Lanz  | Heeresgruppe Don | Charkiv           | 10 februari 1943 | 12 februari 1943 |
| Armee-Abteilung Lanz  | Heeresgruppe Süd | Charkiv           | 12 februari 1943 | 21 februari 1943 |
| Armee-Abteilung Kempf | Heeresgruppe Süd | Charkiv, Belgorod | 21 februari 1943 | 20 juli 1943     |

## Commandant
| Rang                                                        | Naam        | Begin            | Eind         |
| ----------------------------------------------------------- | ----------- | ---------------- | ------------ |
| Generalleutnant General der Panzertruppe (vanaf 1 mei 1943) | Erhard Raus | 10 februari 1943 | 20 juli 1943 |